# West Reading
West Reading is een plaats (borough) in de Amerikaanse staat Pennsylvania, en valt bestuurlijk gezien onder Berks County.

## Demografie
Bij de volkstelling in 2000 werd het aantal inwoners vastgesteld op 4049.
In 2006 is het aantal inwoners door het United States Census Bureau geschat op 4091, een stijging van 42 (1,0%).

## Geografie
Volgens het United States Census Bureau beslaat de plaats een oppervlakte van
1,5 km², geheel bestaande uit land.

## Geboren in West Reading
- Taylor Swift, 13 december 1989, singer-songwriter